# Machimus tivonensis
Machimus tivonensis är en tvåvingeart som beskrevs av Theodor 1980. Machimus tivonensis ingår i släktet Machimus och familjen rovflugor.
Artens utbredningsområde är Israel. Inga underarter finns listade i Catalogue of Life.